# Christina Moschi
Christina Moschi (griechisch Χριστίνα Μόσχη, * 9. November 2002 in Pylea) ist eine griechische Sportschützin in der Disziplin Luftpistole.

## Leben und Karriere
Moschi stammt aus der griechischen Kleinstadt Katerini. Sie interessierte sich schon früh für Sport und probierte verschiedene Sportarten aus, bis sie sich nach dem Besuch des Schießstandes von Katerini für die Sportart Schießen entschied. Seit 2016 übt sie diesen Sport aus.
Bei den Qualifikationsspielen der Nationalmannschaft gewann sie 2018 mit einem Ergebnis von 545/600 eine Goldmedaille in der Kategorie Luftpistole der Juniorinnen. Mit 565/600 stellte sie im selben Jahr den griechischen Juniorinnenrekord auf.
2019 hatte sie ihr Debüt mit der griechischen Nationalmannschaft bei einem Schießwettbewerb in Deutschland, bei dem sie den bestehenden griechischen Juniorinnenrekord verbesserte und Vierte wurde.
Nach den europäischen Schießmeisterschaften 2021, bei denen sie im Wettbewerb für Luftpistolen teilnahm und mit 575/600 den 12. Platz errang, wurde sie nominiert, um gegebenenfalls ihre Teamkollegin Anna Korakaki bei den Olympischen Sommerspielen 2020, die wegen der COVID-19-Pandemie erst 2021 stattfanden, zu ersetzen.
Moschi belegte 2021 beim International Air Prix Belgrade den zweiten Platz in der Gesamtwertung und gewann die Silbermedaille in der Juniorenpistolenklasse. Bei den griechischen Meisterschaften im selben Jahr belegte sie direkt hinter Olympionikin Anna Korakaki den zweiten Platz.
In Tallinn wurde sie bei den Europameisterschaften 2023 im 10 m Gewehr- und Pistolenschießen mit 576/600 Vierte im Wettkampf mit der Luftpistole und qualifizierte sich so für die Olympischen Sommerspiele 2024 in Paris.
Christina Moschi wird von Tassos Korakakis, dem Vater der Athletin Anna Korakaki, trainiert. Sie ist Medizinstudentin in Larisa an der Universität Thessalien (Stand 2024).